# STS-34
STS-34 (Space Transportation System-34) var Atlantis femte rumfærge-mission.
Opsendt 18. oktober 1989 og vendte tilbage den 23. oktober 1989. Det var den 21. rumfærge mission. Om bord var rumsonden Galileo der skulle studere planeten Jupiter dens måner.
Hovedartikler:

## Missionen
- Klargøring af rumsonden Galileo.
- Rumsonden Galileo sættes ud.
- Udsigten fra STS-34 der passerer over Puerto Rico.

## Besætning
- Donald Williams
- Michael McCulley
- Franklin Chang-Diaz
- Shannon Lucid
- Ellen Baker